# Soprano falcon
La soprano falcon o mezzosoprano falcon es una voz intermedia entre la soprano dramática y la mezzosoprano lírica, casi equivalente a la mezzosoprano ligera. Es una voz dramática de grave poderoso y agudo potente. Su tesitura puede extenderse desde un si♭3 hasta un re6 (o desde si♭2 a re5 en notación franco-belga).

## Historia
La voz de soprano falcon se refiere a un rango vocal conocido inicialmente en Francia que debe su nombre a la  mezzosoprano francesa Marie Cornélie Falcon (1814-1897). Falcon se especializó en papeles dramáticos como Rachel (en La judía de Ludovic Halévy) o Valentine (en Los hugonotes de Giacomo Meyerbeer). Contando con el rango natural de una soprano, la Falcon era capaz de llegar sin esfuerzo a los agudos, amén de tener medios y graves firmes.
Esta forma de cantar de Marie Cornélie Falcon creó estilo, y Richard Wagner escribió tres papeles para la tesitura de una mezzosoprano con las habilidades de la Falcon (es decir, de soprano dramática). Estos papeles fueron:
- Ortrud (esposa de Federico de Telramund, conde de Brabante) de Lohengrin.
- Diosa Venus de Tannhäuser.
- Kundry (mujer sensual al servicio de Klingsor, el enemigo de los caballeros del Grial) de Parsifal.

## Sopranos falcon destacadas
- Grace Bumbry
- Christa Ludwig
- Waltraud Meier
- Violeta Urmana
- Shirley Verrett

## Roles para soprano falcon
- Valentine (Les Huguenots)
- Rachel (La Juive)
- Elisabetta (Don Carlo)
- Venere (Tannhäuser)
- Kundry (Parsifal)
- Tigrana (Edgar)